# Manga (muzička grupa)
Manga ili maNga je turski repkor bend, koji nosi naziv po istoimenom japanskom stripu. Njihova muzika je mešavina alternativnog roka, hip-hopa i anadolskog prizvuka.

## O bendu
Bend je formiran 2001. godine. U početku su bili underground grupa, smeštena u Ankari, koja je svirala obrade drugih rok i metal bendova.
Postali su poznati široj javnosti nakon takmičenja Sing Your Song na kome su osvojili 2. mesto, a član grupe Yağmur je proglašen za najboljeg muzičara te godine. Tada ih je primetio i njihov sadašnji menadžer Hadi Elazzi. On je odmah promovisao bend u izdavačkoj kući Soni Mjuzik, što je rezultovalo njihovim prvim CD-om koji je izdat 2004. godine. Nakon toga, nastupali su na mnogobrojnim festivalima (Saklifest, Patlican i Rock'n'Coke) i sarađivali su sa muzičarima kao što su Vega, Göksel, Koray Candemir i drugi.
Gitarista benda, Yağmur Sarıgül, je osnovao bend i doneo odluku o njihovom muzičkom žanru. On je takođe autor većine pesama. Njihov hit „Nacrtaćeš ženu“ (tur. Bir Kadın Çizeceksin) pojavio se na kompjuterskoj igri FIFA 2006. godine. Takođe se kao deo muzike za film „Sınav“ pojavila pesma „Zaustavite vreme“ (tur. Dursun Zaman).
Grupa ima i svoj zaštitni znak, maskotu po imenu „Spa“ koja se pojavljuje u svim njihovim spotovima, i omotima diskova. Njihove ilustracije i ilustraciju maskote crtao je poznati turski crtač Kaan Demirçelik. 
Do sada, osim turneja po Turskoj, Manga je nastupala i u Mađarskoj, Holandiji i Nemačkoj tokom 2006. A dugo najavljivani nastup u Londonu (kao predgrupa Tarkanu) bio je otkazan zbog tehničkih problema. Manga je takođe snimila i reklamu za sladoled po imenu „Roko“.
Manga je dobitnik MTV EMA muzičke nagrade u kategoriji "najbolji evropski izvođač" za 2009- godinu.
Takođe, izabrana je za predstavnika Turske na takmičenju za najbolju pesmu Evrovizije 2010. godine koja će biti održana u Oslu. Pesma nosi naziv We Could Be the Same. Bend je osvojio drugo mesto, nakon čega je usledio i singl CD We Could Be the Same.

## Članovi benda

### Ferman Akgül (srp.Ferman Akgul)
Rođen je 25. decembra 1979. godine u Ankari. Diplomirao je na Arhitektonskom fakultetu na Gazi Univerzitetu i trenutno radi na doktoratu u istoj oblasti. On je svoju muzičku karijeru započeo svirajući gitaru, ali je kasnije sarađivao sa nekoliko muzičkih grupa kao vokal-solista i stekao veliko iskustvo na nastupima uživo.

### Yağmur Sarıgül (srp.Jamur Sarigul)
Takođe poznat kao Yamyam, što na turskom jeziku znači ljudožder, jer je u detinjstvu imao običaj da ujeda nepoznate ljude. Rođen je 26. avgusta 1979. godine u Antaliji. Svoje muzičko obrazovanje je započeo u osnovnoj školi, a osim gitare svira klavir i violinu. Studirao je klavir na Hacettepe konzervatorijumu, osnovni nivo violine završio je na Bilkent univerzitetu, gitaru na višoj školi lepih umetnosti u Ankari, i sada završava studije gitare na Muzičkom fakultetu na Gazi univerzitetu. Na muzičkom festivalu Sing Your Song, bio je proglašen za najboljeg muzičara.

### Özgür Can Öney (srp.Ozgur Džan Onej)
Rođen je 21. jula 1980. godine u Ankari. Završio je studije astronomije na univerzitetu u Ankari i u isto vreme poslovne administracije na Anadolskom univerzitetu. Komponovao je muziku za nekoliko pozorišnih predstava. U slobodno vreme se aktivno bavi borilačkim veštinama, i to najviše kikboksom.

### Efe Yılmaz (srp.Efe Jilmaz)
Rođen je 3. oktobra 1979. godine u Ankari. Sa miksovanjem pesama je počeo jako rano i to samo sa opremom koju je imao kod kuće. Studirao je računarske tehnologije na univerzitetu na Južnoj Floridi u Americi i trenutno završava i smer tzv. poslovnih administracija na Anadolskom univerzitetu.

### Cem Bahtiyar (srp.Džem Bahtijar)
Rođen je 18. januara 1979. godine u gradu Denizli. U srednjoj školi je pohađao časove klasične gitare, posle toga je zavrsio Denizli konzervatorijum i takođe postao student Bilkent univerziteta u Ankari. Trenutno sarađuje sa pevačicom Göksel, koja se pojavljuje na Manginom prvom Cd-u.

## Diskografija

### Albumi
- „maNga“ (2004)
- „maNga+“ (2006)
- „Şehr-i Hüzün“ („Grad tuge“) (2009)
- „E-akustik“ (2012)

### Singlovi
- „Dünyanın Sonuna Doğmuşum“ („Rođen sam na kraju sveta“) (2009)
- „Beni Benimle Bırak“ („Ostavi me nasamo“) (2009)
- „Cevapsız Sorular“ („Pitanja bez odgovora“) (2009)
- „We Could Be The Same“ (2010)
- „Fly To Stay Alive“ (2010)

## Nagrade
- . (za najbolji novi bend)[1]
- (za najbolji rok bend i najbolji video te godine)[2]
- (zlatni disk za Manga album)-[3]
- (za najboljeg evropskog izvođača te godine)[4]

## Spoljašnje veze
- Zvanični sajt
- Klub obožavalaca
- International
- Menadžment
- Yağmur Sarıgül zvanični sajt
- Özgür Can Öney zvanični sajt